# Ski de fond aux Jeux olympiques de 1988
Pour des articles plus généraux, voir Ski de fond aux Jeux olympiques et Jeux olympiques d'hiver de 1988.
Navigation
Sarajevo 1984 Albertville 1992
Les épreuves de ski de fond aux Jeux olympiques d'hiver de 1988 se déroulent dans le Parc provincial de Canmore Nordic Centre, près de Calgary au Canada, du 14 au 27 février 1988.

## Calendrier
| Calendrier des épreuves de ski de fond | Calendrier des épreuves de ski de fond | Calendrier des épreuves de ski de fond | Calendrier des épreuves de ski de fond | Calendrier des épreuves de ski de fond | Calendrier des épreuves de ski de fond | Calendrier des épreuves de ski de fond | Calendrier des épreuves de ski de fond | Calendrier des épreuves de ski de fond | Calendrier des épreuves de ski de fond | Calendrier des épreuves de ski de fond | Calendrier des épreuves de ski de fond | Calendrier des épreuves de ski de fond | Calendrier des épreuves de ski de fond | Calendrier des épreuves de ski de fond | Calendrier des épreuves de ski de fond |
| Février 1988                           | Février 1988                           | 14                                     | 15                                     | 16                                     | 17                                     | 18                                     | 19                                     | 20                                     | 21                                     | 22                                     | 23                                     | 24                                     | 25                                     | 26                                     | 27                                     |
| -------------------------------------- | -------------------------------------- | -------------------------------------- | -------------------------------------- | -------------------------------------- | -------------------------------------- | -------------------------------------- | -------------------------------------- | -------------------------------------- | -------------------------------------- | -------------------------------------- | -------------------------------------- | -------------------------------------- | -------------------------------------- | -------------------------------------- | -------------------------------------- |
| Hommes                                 | 15 km                                  |                                        |                                        |                                        |                                        |                                        |                                        |                                        |                                        |                                        |                                        |                                        |                                        |                                        |                                        |
| Hommes                                 | 30 km                                  |                                        |                                        |                                        |                                        |                                        |                                        |                                        |                                        |                                        |                                        |                                        |                                        |                                        |                                        |
| Hommes                                 | 50 km                                  |                                        |                                        |                                        |                                        |                                        |                                        |                                        |                                        |                                        |                                        |                                        |                                        |                                        |                                        |
| Hommes                                 | Relais                                 |                                        |                                        |                                        |                                        |                                        |                                        |                                        |                                        |                                        |                                        |                                        |                                        |                                        |                                        |
| Femmes                                 | 5 km                                   |                                        |                                        |                                        |                                        |                                        |                                        |                                        |                                        |                                        |                                        |                                        |                                        |                                        |                                        |
| Femmes                                 | 10 km                                  |                                        |                                        |                                        |                                        |                                        |                                        |                                        |                                        |                                        |                                        |                                        |                                        |                                        |                                        |
| Femmes                                 | 20 km                                  |                                        |                                        |                                        |                                        |                                        |                                        |                                        |                                        |                                        |                                        |                                        |                                        |                                        |                                        |
| Femmes                                 | Relais                                 |                                        |                                        |                                        |                                        |                                        |                                        |                                        |                                        |                                        |                                        |                                        |                                        |                                        |                                        |

|  | Jour de l'épreuve |

## Podiums
| Épreuves                                    | Or                                                                                  | Argent                                                                                    | Bronze                                                                          |
| ------------------------------------------- | ----------------------------------------------------------------------------------- | ----------------------------------------------------------------------------------------- | ------------------------------------------------------------------------------- |
| 15 km classique hommes résultats détaillés  | Mikhail Devyatyarov (URS)                                                           | Pål Gunnar Mikkelsplass (NOR)                                                             | Vladimir Smirnov (URS)                                                          |
| 30 km classique hommes résultats détaillés  | Aleksey Prokurorov (URS)                                                            | Vladimir Smirnov (URS)                                                                    | Vegard Ulvang (NOR)                                                             |
| 50 km libre hommes résultats détaillés      | Gunde Svan (SWE)                                                                    | Maurilio De Zolt (ITA)                                                                    | Andy Grünenfelder (SUI)                                                         |
| Relais 4 × 10 km hommes résultats détaillés | Suède Jan Ottosson Thomas Wassberg Gunde Svan Torgny Mogren                         | Union soviétique Vladimir Smirnov Vladimir Sakhnov Mikhail Devyatyarov Aleksey Prokurorov | Tchécoslovaquie Radim Nyč Václav Korunka Pavel Benc Ladislav Švanda             |
| 5 km classique femmes résultats détaillés   | Marjo Matikainen (FIN)                                                              | Tamara Tichonova (URS)                                                                    | Vida Vencienė (URS)                                                             |
| 10 km classique femmes résultats détaillés  | Vida Vencienė (URS)                                                                 | Raisa Smetanina (URS)                                                                     | Marjo Matikainen (FIN)                                                          |
| 20 km libre femmes résultats détaillés      | Tamara Tichonova (URS)                                                              | Anfisa Reztsova (URS)                                                                     | Raisa Smetanina (URS)                                                           |
| Relais 4 × 5 km femmes résultats détaillés  | Union soviétique Swetlana Nagejkina Nina Gavriljuk Tamara Tichonova Anfisa Reztsova | Norvège Trude Dybendahl Marit Mikkelsplass Anne Jahren Marianne Dahlmo                    | Finlande Pirkko Määtä Marja-Liisa Kirvesniemi Marjo Matikainen Jaana Savolainen |

## Résultats

### Hommes

#### 15 km classique
| Rang   | Athlète                       | Temps         |
| ------ | ----------------------------- | ------------- |
| Or     | Mikhail Devyatyarov (URS)     | 41 min 18 s 9 |
| Argent | Pål Gunnar Mikkelsplass (NOR) | 41 min 33 s 4 |
| Bronze | Vladimir Smirnov (URS)        | 41 min 48 s 5 |
| 4      | Oddvar Brå (NOR)              | 42 min 17 s 3 |
| 5      | Uwe Bellmann (GDR)            | 42 min 17 s 8 |
| 6      | Maurilio De Zolt (ITA)        | 42 min 31 s 2 |
| 7      | Vegard Ulvang (NOR)           | 42 min 31 s 5 |
| 8      | Harri Kirvesniemi (FIN)       | 42 min 42 s 8 |

#### 30 km classique
| Rang   | Athlète                       | Temps             |
| ------ | ----------------------------- | ----------------- |
| Or     | Alexey Prokurorov (URS)       | 1 h 24 min 26 s 3 |
| Argent | Vladimir Smirnov (URS)        | 1 h 24 min 35 s 1 |
| Bronze | Vegard Ulvang (NOR)           | 1 h 25 min 11 s 6 |
| 4      | Mikhail Devyatyarov (URS)     | 1 h 25 min 31 s 3 |
| 5      | Giorgio Vanzetta (ITA)        | 1 h 25 min 37 s 2 |
| 6      | Pål Gunnar Mikkelsplass (NOR) | 1 h 25 min 44 s 6 |
| 7      | Gianfranco Polvara (ITA)      | 1 h 26 min 02 s 7 |
| 8      | Marco Albarello (ITA)         | 1 h 26 min 09 s 1 |

#### 50 km libre
| Rang   | Athlète                 | Temps             |
| ------ | ----------------------- | ----------------- |
| Or     | Gunde Svan (SWE)        | 2 h 04 min 30 s 9 |
| Argent | Maurilio De Zolt (ITA)  | 2 h 05 min 36 s 4 |
| Bronze | Andy Grünenfelder (SUI) | 2 h 06 min 01 s 9 |
| 4      | Vegard Ulvang (NOR)     | 2 h 06 min 32 s 3 |
| 5      | Holger Bauroth (GDR)    | 2 h 07 min 02 s 4 |
| 6      | Jan Ottosson (SWE)      | 2 h 07 min 34 s 8 |
| 7      | Kari Ristanen (FIN)     | 2 h 08 min 08 s 1 |
| 8      | Uwe Bellmann (GDR)      | 2 h 08 min 18 s 6 |

#### Relais 4 × 10 km
| Rang   | Équipe                                                                                          | Temps             |
| ------ | ----------------------------------------------------------------------------------------------- | ----------------- |
| Or     | Suède (Jan Ottosson, Thomas Wassberg, Gunde Svan et Torgny Mogren)                              | 1 h 43 min 58 s 6 |
| Argent | Union soviétique (Vladimir Smirnov, Vladimir Sakhnov, Mikhail Devyatyarov et Alexey Prokurorov) | 1 h 44 min 11 s 3 |
| Bronze | Tchécoslovaquie (Radim Nyč, Václav Korunka, Pavel Benc et Ladislav Švanda)                      | 1 h 45 min 22 s 7 |
| 4      | Suisse (Andy Grünenfelder, Jürg Capol, Giachem Guidon et Jeremias Wigger)                       | 1 h 46 min 16 s 3 |
| 5      | Italie (Silviano Barco, Albert Walder, Giorgio Vanzetta et Maurilio De Zolt)                    | 1 h 46 min 16 s 7 |
| 6      | Norvège (Pål Gunnar Mikkelsplass, Oddvar Brå, Vegard Ulvang et Terje Langli)                    | 1 h 46 min 48 s 7 |
| 7      | Allemagne de l'Ouest (Georg Fischer, Walter Kuss, Jochen Behle et Herbert Fritzenwenger)        | 1 h 48 min 05 s 0 |
| 8      | Finlande (Jari Laukkanen, Harri Kirvesniemi, Jari Räsänen et Kari Ristanen)                     | 1 h 48 min 24 s 0 |

### Femmes

#### 5 km classique
| Rang   | Athlète                       | Temps         |
| ------ | ----------------------------- | ------------- |
| Or     | Marjo Matikainen (FIN)        | 15 min 04 s 0 |
| Argent | Tamara Tikhonova (URS)        | 15 min 05 s 3 |
| Bronze | Vida Vencienė (URS)           | 15 min 11 s 1 |
| 4      | Anne Jahren (NOR)             | 15 min 12 s 6 |
| 5      | Marja-Liisa Kirvesniemi (FIN) | 15 min 16 s 7 |
| 6      | Inger Helene Nybråten (NOR)   | 15 min 17 s 7 |
| 7      | Marie-Helene Westin (SWE)     | 15 min 28 s 9 |
| 8      | Svetlana Nageykina (URS)      | 15 min 29 s 9 |

#### 10 km classique
| Rang   | Athlète                     | Temps         |
| ------ | --------------------------- | ------------- |
| Or     | Vida Vencienė (URS)         | 30 min 08 s 3 |
| Argent | Raisa Smetanina (URS)       | 30 min 17 s 0 |
| Bronze | Marjo Matikainen (FIN)      | 30 min 20 s 5 |
| 4      | Svetlana Nageykina (URS)    | 30 min 26 s 5 |
| 5      | Tamara Tikhonova (URS)      | 30 min 38 s 9 |
| 6      | Inger Helene Nybråten (NOR) | 30 min 51 s 7 |
| 7      | Pirkko Määttä (FIN)         | 30 min 52 s 4 |
| 8      | Marie-Helene Westin (SWE)   | 30 min 55 s 3 |

#### 20 km libre
| Rang   | Athlète                       | Temps         |
| ------ | ----------------------------- | ------------- |
| Or     | Tamara Tikhonova (URS)        | 55 min 53 s 6 |
| Argent | Anfisa Reztsova (URS)         | 56 min 12 s 8 |
| Bronze | Raisa Smetanina (URS)         | 57 min 22 s 1 |
| 4      | Christina Gilli-Brügger (SUI) | 57 min 37 s 4 |
| 5      | Simone Opitz (GDR)            | 57 min 54 s 3 |
| 6      | Manuela Di Centa (ITA)        | 57 min 55 s 2 |
| 7      | Kerstin Moring (GDR)          | 58 min 17 s 2 |
| 8      | Marianne Dahlmo (NOR)         | 58 min 31 s 1 |

#### Relais 4 × 5 km
| Rang   | Équipe                                                                                     | Temps             |
| ------ | ------------------------------------------------------------------------------------------ | ----------------- |
| Or     | Union soviétique (Svetlana Nageykina, Nina Gavrilyuk, Tamara Tikhonova et Anfisa Reztsova) | 59 min 51 s 1     |
| Argent | Norvège (Trude Dybendahl, Marit Wold, Anne Jahren et Marianne Dahlmo)                      | 1 h 01 min 33 s 0 |
| Bronze | Finlande (Pirkko Määttä, Marja-Liisa Kirvesniemi, Marjo Matikainen et Jaana Savolainen)    | 1 h 01 min 53 s 8 |
| 4      | Suisse (Karin Thomas, Sandra Parpan, Evi Kratzer et Christina Gilli-Brügger)               | 1 h 01 min 59 s 4 |
| 5      | Allemagne de l'Est (Kerstin Moring, Simone Opitz, Silke Braun et Simone Greiner-Petter)    | 1 h 02 min 19 s 9 |
| 6      | Suède (Lis Frost, Anna-Lena Fritzon, Karin Lamberg-Skog et Marie-Helene Westin)            | 1 h 02 min 24 s 9 |
| 7      | Tchécoslovaquie (Lubomíra Balážová, Věra Klimková, Ivana Rádlová et Alžbeta Havrančíková)  | 1 h 03 min 37 s 1 |
| 8      | États-Unis (Dorcas Denhartog, Leslie Thompson, Nancy Fiddler et Leslie Krichko)            | 1 h 04 min 08 s 8 |

## Tableau des médailles
| Rang | Nation           | Or | Argent | Bronze | Total |
| ---- | ---------------- | -- | ------ | ------ | ----- |
| 1er  | Union soviétique | 5  | 5      | 3      | 13    |
| 2e   | Suède            | 2  | 0      | 0      | 2     |
| 3e   | Finlande         | 1  | 0      | 2      | 3     |
| 4e   | Norvège          | 0  | 2      | 1      | 3     |
| 5e   | Italie           | 0  | 1      | 0      | 1     |
| 6e   | Suisse           | 0  | 0      | 1      | 1     |
| 6e   | Tchécoslovaquie  | 0  | 0      | 1      | 1     |